# ان‌ای‌سی
ان‌ای‌سی (به ژاپنی: 日本電気株式会社) شرکت چندملیتی ژاپنی در حوزه فناوری اطلاعات، ماشین‌ابزار و صنعت الکترونیک است که در میناتو، توکیو قرار دارد. ان‌ای‌سی بخشی از گروه سومیتومو است که خدمات اطلاع‌رسانی و شبکه‌ای به شرکت‌های بازرگانی، اطلاع رسانی، خدماتی و دولت ارائه می‌دهد.
این شرکت مالک باشگاه والیبال ان‌ای‌سی رد راکتس است.

## نگارخانه

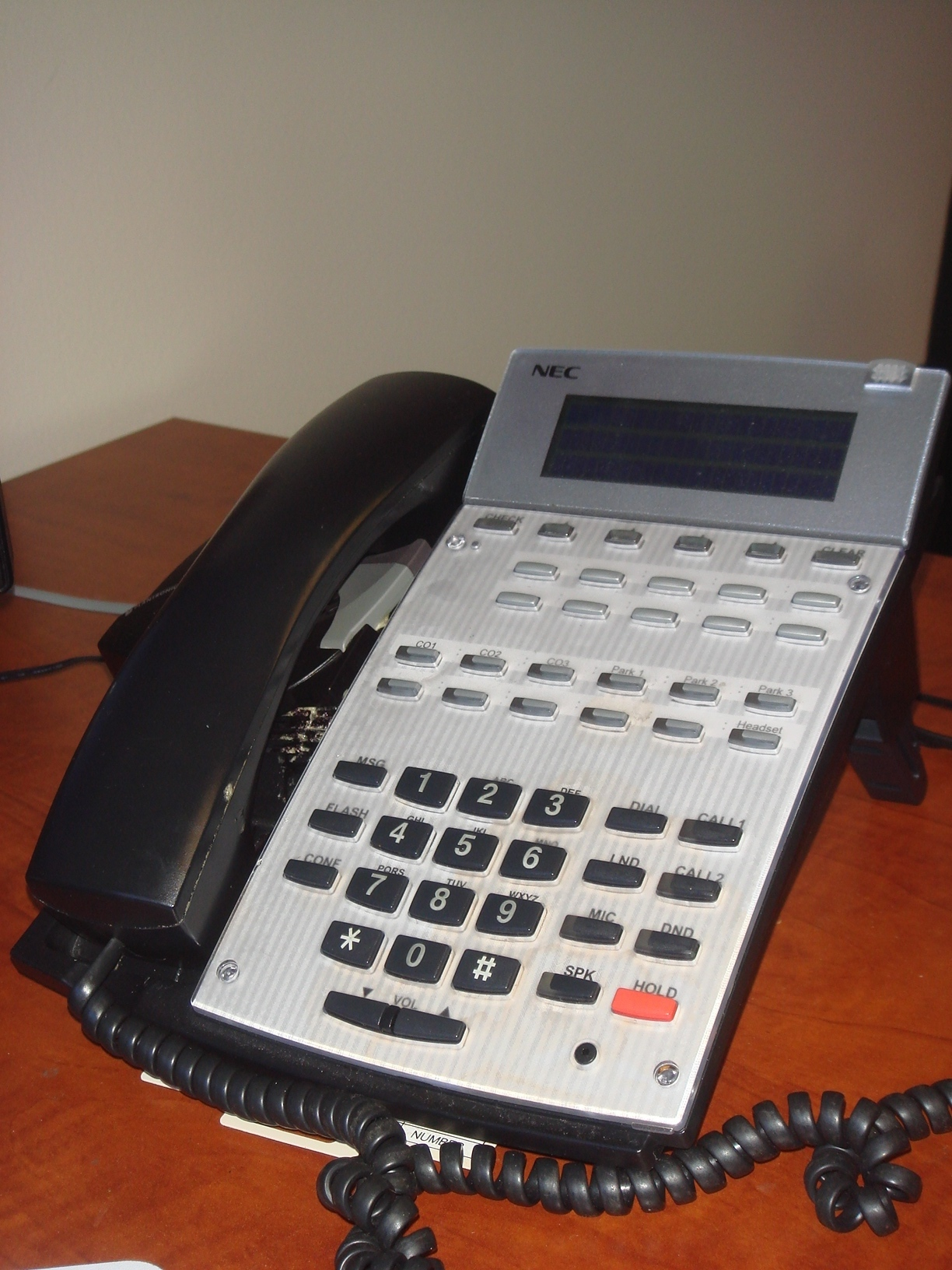
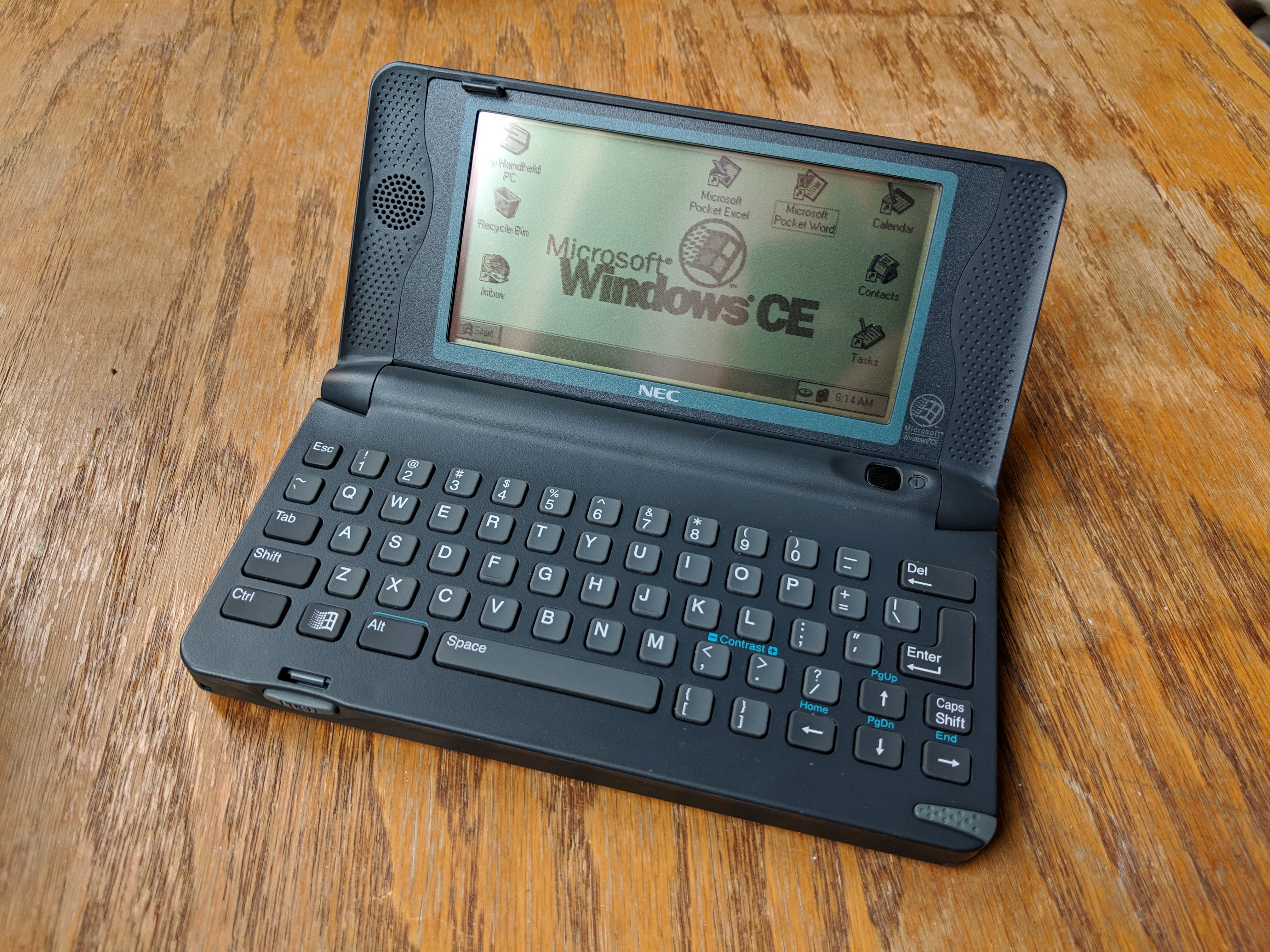
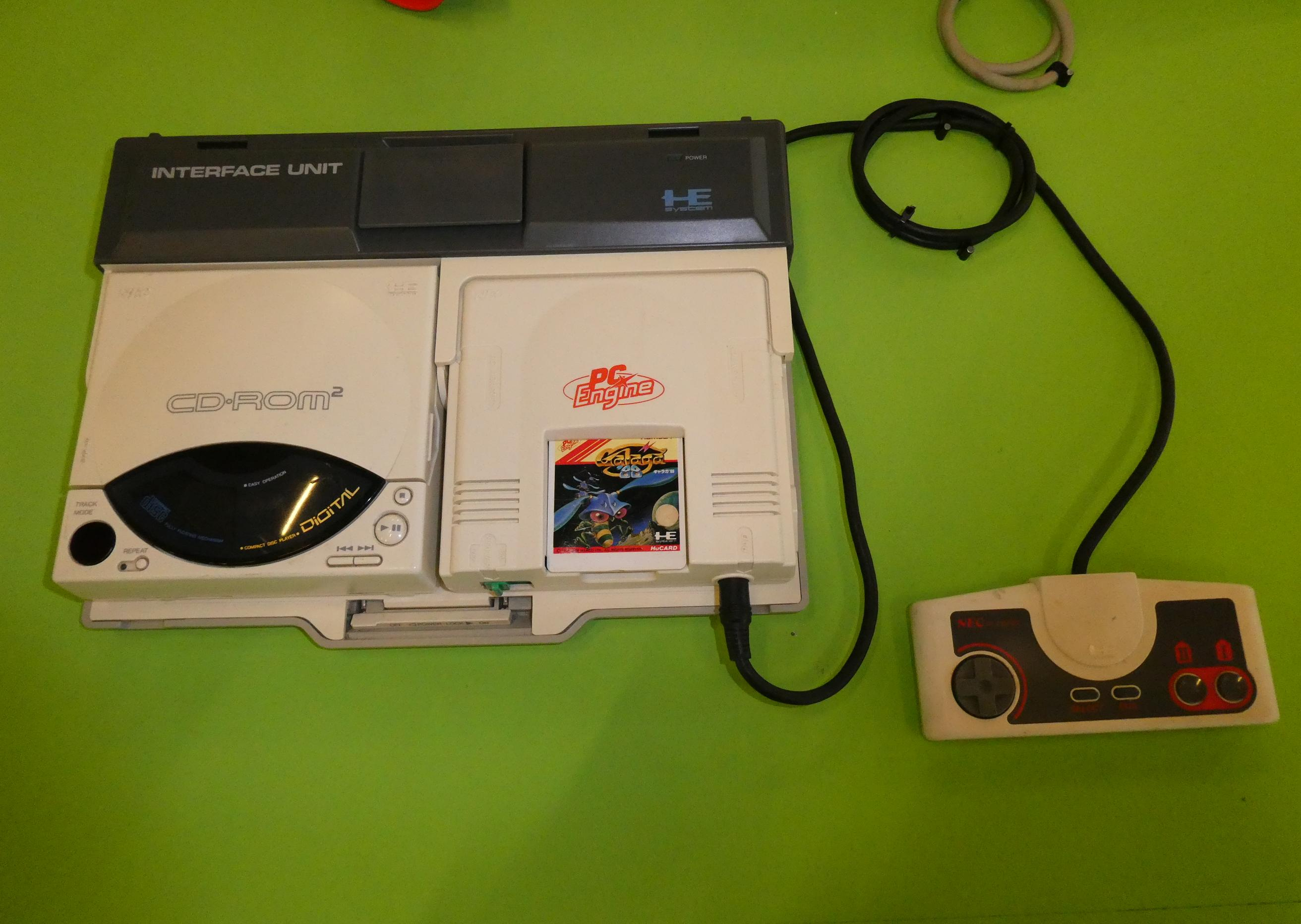
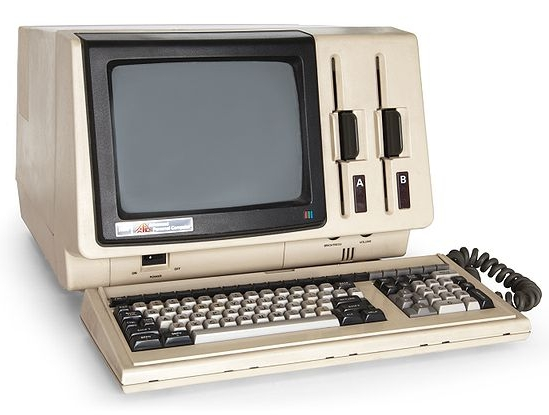